# Giuseppe Tommasi (judoka)
Giuseppe Tommasi (Torchiarolo, 3 giugno 1946) è un ex judoka italiano.

## Biografia
Nato a Torchiarolo, in provincia di Brindisi, nel 1946, durante la carriera ha gareggiato nella categoria di peso dei 63 kg (pesi leggeri).
A 26 anni ha partecipato ai Giochi olimpici di Monaco di Baviera 1972, nei 63 kg, uscendo ai sedicesimi di finale contro il tedesco occidentale Wolfram Koppen.
Dopo il ritiro ha aperto una scuola di judo a Tor Lupara.